# José Pardo y Barreda
José Simón Pardo i Barreda (Lima, Perú, 24 de febrer de 1864 - Lima, 3 d'agost de 1947) va ser un advocat, diplomàtic i polític peruà, que va ocupar la Presidència del Perú en dues ocasions: entre 1904 i 1908 i entre 1915 i 1919. Fill de Manuel Pardo y Lavalle, fundador del Partit Civil i president del Perú.
José Pardo va representar una nova generació de "civilistes" amb anhels renovadors per al desenvolupament del Perú. Durant el seu primer govern va recolzar ferm i eficaçment a l'educació pública, la cultura i la defensa nacional. El seu segon govern es va caracteritzar per la violència política i social, símptoma de l'esgotament del civilismo com a opció política i de la crisi mundial derivada de la Primera Guerra Mundial. Va acabar sent enderrocat per Augusto B. Leguía.